# Strömsö, Raseborg
Strömsö med Trollholmen är en ö i Finland. Den ligger i Finska viken och i kommunen Raseborg i den ekonomiska regionen  Raseborg i landskapet Nyland, i den södra delen av landet. Ön ligger omkring 69 kilometer väster om Helsingfors.
Öns area är 3,34 kvadratkilometer och dess största längd är 4,6 kilometer i sydväst-nordöstlig riktning.

## Sammansmälta delöar
- Strömsö 59°55′59″N 23°45′54″Ö / 59.93309°N 23.76511°Ö
- Trollholmen 59°56′34″N 23°46′45″Ö / 59.94278°N 23.77908°Ö

## Klimat
Inlandsklimat råder i trakten. Årsmedeltemperaturen i trakten är 5 °C. Den varmaste månaden är augusti, då medeltemperaturen är 16 °C, och den kallaste är januari, med −4 °C.